# Řemeník svinutý
Řemeník svinutý (Bathyomphalus contortus) je druh sladkovodního plže z čeledi okružákovití (Planorbidae).

## Popis
Ulita je nezaměnitelně hustě vinutá, ze stran zploštělá, oproti hustě vinuté ulitě svinutce Anisus vortex je vyšší – 1–2 mm, při šířce 3–6 mm. Dorůstá velikosti 6 mm. Rozšířen je po celé Evropě. V Česku se vyskytuje především v Polabí a Poohří, kde obývá zarostlé stojaté vody.